# Frankie Howerd
Frankie Howerd OBE, född Francis Alick Howard 6 mars 1917 i York, North Yorkshire, död 19 april 1992 i London var en brittisk skådespelare och komiker.

## Rollista i urval
- 1955 – Ladykillers
- 1958 – Vanvett till sjöss
- 1962 – Den vilda ladyn
- 1963 – Musen på månen
- 1966 – The Great St Trinian's Train Robbery
- 1967 – Ta mig på sängen, doktorn
- 1970 – Nu tar vi Tarzan
- 1971 – Up Pompeii
- 1972 – Up the Chastity Belt
- 1978 – Sgt. Pepper's Lonely Hearts Club Band